# Championnat de Chypre de football 1938-1939
Navigation
Saison précédente Saison suivante
La saison 1938-1939 du Championnat de Chypre de football était la 5e édition officielle du championnat de première division à Chypre. Les sept meilleurs clubs du pays se retrouvent au sein d'une poule unique, la Cypriot First Division, où ils s'affrontent deux fois, à domicile et à l'extérieur. Cette saison, plusieurs changements au niveau des clubs inscrits sont à noter : le Trast AC est absent pour la première fois depuis cinq saisons tandis que l'EPA Larnaca et l'Olympiakos Nicosie participent de nouveau au championnat. Enfin, un club fait sa première apparition au sein de l'élite, le Pezoporikos Larnaca.
C'est le club de l'APOEL Nicosie, triple tenant du titre, qui remporte à nouveau la compétition en terminant invaincu en tête du championnat. Il s'agit du 4e titre de champion de Chypre de l'histoire du club. Comme la saison dernière, l'APOEL remporte son titre alors que le championnat n'est pas terminé puisque plusieurs rencontres n'ont jamais été disputées.

## Les 7 clubs participants
| - EPA Larnaca - APOEL Nicosie - Çetinkaya Türk SK - AEL Limassol - Aris Limassol - Olympiakos Nicosie - Pezoporikos Larnaca |

## Compétition

### Classement
Le barème utilisé pour établir le classement est le suivant :
- Victoire : 2 points
- Match nul : 1 point
- Défaite : 0 point

| Rang | Équipe              | Pts | J  | G | N | P | Bp | Bc | Diff |
| ---- | ------------------- | --- | -- | - | - | - | -- | -- | ---- |
| 1    | APOEL Nicosie T     | 20  | 11 | 9 | 2 | 0 | 36 | 11 | +25  |
| 2    | EPA Larnaca         | 16  | 10 | 8 | 0 | 2 | 31 | 8  | +23  |
| 3    | AEL Limassol C      | 14  | 10 | 6 | 2 | 2 | 51 | 15 | +36  |
| 4    | Çetinkaya Türk SK   | 5   | 8  | 2 | 1 | 5 | 11 | 16 | -5   |
| 5    | Pezoporikos Larnaca | 5   | 8  | 2 | 1 | 5 | 12 | 16 | -4   |
| 6    | Olympiakos Nicosie  | 4   | 9  | 2 | 0 | 7 | 13 | 42 | -29  |
| 7    | Aris Limassol       | 0   | 8  | 0 | 0 | 8 | 9  | 55 | -46  |

|  | Vainqueur du championnat de Chypre 1938-1939                                           |
|  | T : Tenant du titre C : Vainqueur de la Coupe de Chypre P : Promu de deuxième division |

## Bilan de la saison
| Championnat de Chypre de football 1938-1939 |                          |
| Champion                                    | APOEL Nicosie (4e titre) |
| Coupes et trophées                          |                          |
| Vainqueur de la Coupe de Chypre 1938-1939   | AEL Limassol             |
| Promotions et relégations                   |                          |
| Promus en Cypriot First Division            | Aucun                    |
| Relégués en Cypriot Second Division         | Aucun                    |